# Outil
Pour l’article ayant un titre homophone, voir Houthis.

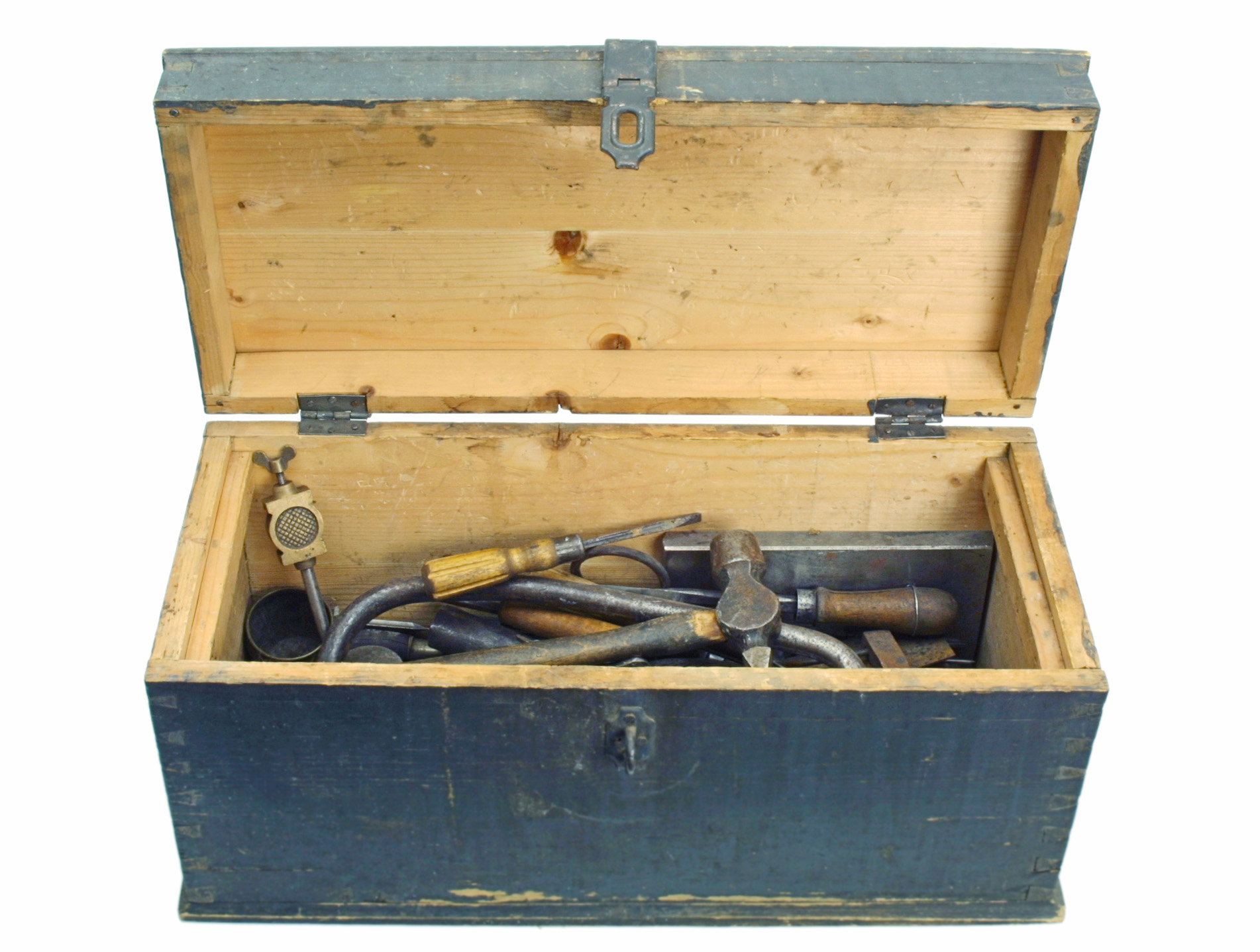
Une boîte à outils en bois des années 1950.

Un outil est un objet physique utilisé par un être vivant directement, ou par l'intermédiaire d'une machine, afin d'exercer une action le plus souvent mécanique, ou thermique, sur un élément d'environnement à traiter (matière brute, objet fini ou semi-fini, être vivant, etc). Il améliore l'efficacité des actions entreprises ou donne accès à des actions impossibles autrement. Beaucoup procurent un avantage mécanique en fonctionnant selon le principe d'une machine simple, comme la pince-monseigneur, qui exploite le principe du levier.

## Description

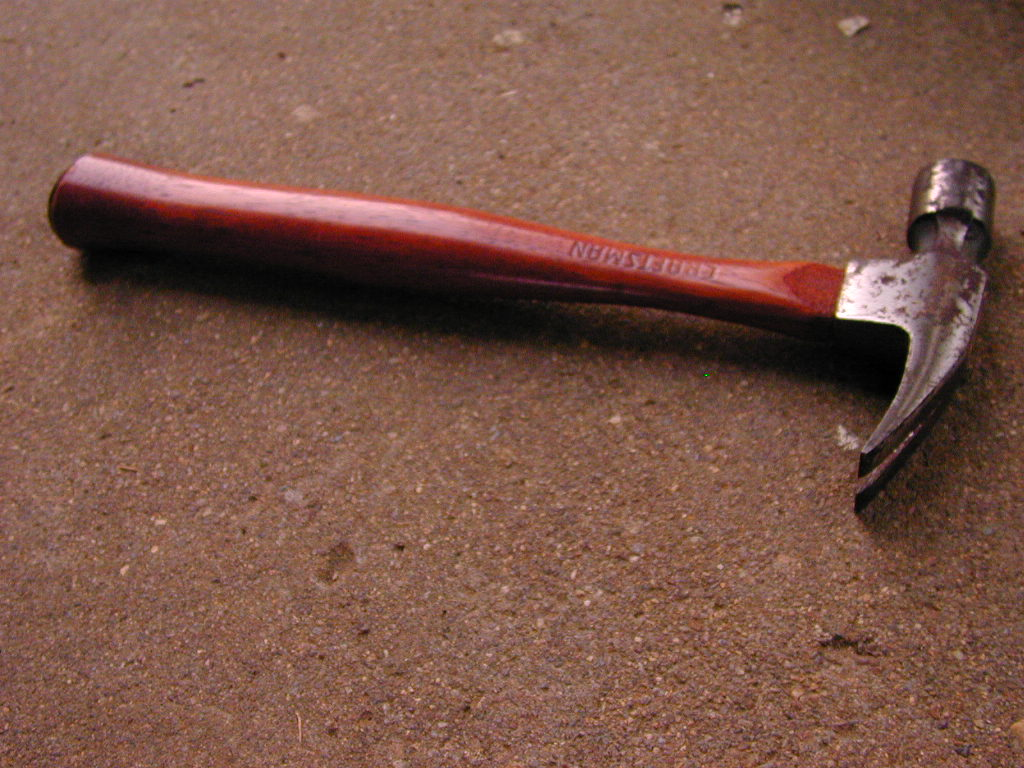
Un marteau de charpentier, auquel la panne en pied de biche ajoute la fonction arrache clou.

L'outil peut être compris comme un prolongement de la main, du corps, un intermédiaire d'action, voire comme une prothèse, dans le sens où il remplace (ou même crée) un membre ou un organe (ὄργανον / órganon signifie d'ailleurs en grec « instrument, outil »). Pour Michel Serres, l'homme est un animal despécialisé et l'outil qui prolonge sa main le spécialise particulièrement. Selon cette définition, outil serait quasiment synonyme d'objet technique. Toutefois, le langage courant réserve ce terme aux objets portables, interchangeables : ainsi, la faux est un outil, mais la moissonneuse est une machine, la perceuse électrique portable est un outil, mais la perceuse à colonne d'établi est déjà une petite machine-outil.

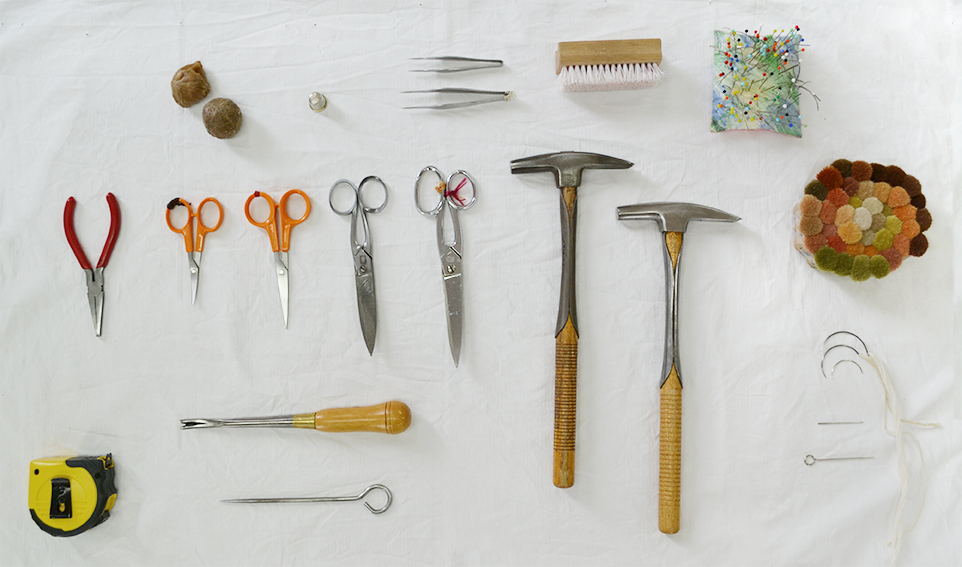
Outils d'un restaurateur de tapisserie - Mobilier national.

Le domaine d'application limite également l'usage du terme d'outil :
- il est question d'outil en mécanique, dans la construction ou en agriculture / jardinage,
- pour les objets à usage ménager, on préfère le terme d'ustensile (de même étymologie[a]),
- les objets à vocation artistique ou scientifique sont plutôt appelés instruments (du dessinateur, etc).

Toutefois ces limitations sont peu précises, le terme outil reste un terme du langage courant pouvant difficilement s'utiliser pour définir une catégorie technique précise.
Au sens figuré, il s'agit d’outils pédagogiques pour désigner du matériel ou des pratiques didactiques.
Par extension, le terme d'outil peut s'appliquer à des outils virtuels ou immatériels :
- outil informatique ou logiciel : une application d'envergure limitée à une tâche spécifique,
- outil linguistique : une application de type dictionnaire de langue ou traducteur,
- outil mathématique : une notion utilisée de façon récurrente pour faire aboutir des raisonnements ou résoudre des problèmes.
- la notion d'« outil de travail » fait référence aux installations professionnelles d'une entreprise.

## Pérennité
Le choix d'une matière ou d'une forme pour un objet finalisé, afin de le rendre apte à remplir sa fonction, n'en fait pas pour autant un outil. Un clou, par exemple, objet finalisé à la forme étudiée, fabriqué en matière ad hoc, n'est pas pour autant un outil, par contre le marteau qui l'a planté en est un. L'outil, est un objet qui après avoir servi, revient dans la boîte à outils. Le clou, quant à lui, reste dans l'objet dans lequel il assure une liaison.
Les outils rudimentaires ou primitifs supportent mal cette caractéristique. Par exemple, le promeneur qui ramasse une noix sur le chemin et qui la casse avec une pierre (potentiellement un outil). Pourtant, bien qu'abandonnée, ne revenant dans aucune boîte à outils, la pierre a gardé sa capacité « casse-noix » mais elle est « définalisée ». Une noix rencontrée plus loin utilisera une autre pierre. Si les pierres se font rares, le promeneur conservera celle qu'il aura fini par trouver, et là il s'agit déjà d'un début d'« outil », alors qu'avant, il s'agissait d'un « instrument ». À l'autre extrémité, le système économique (voir société de consommation) tend à rendre l'outil le plus éphémère possible (voir Obsolescence programmée). L'outil « jetable » en retournant à la poubelle plutôt que dans la boîte à outils rend sa caractérisation d'outil difficile.
L'outil de toutes façons vieillit et finit à la poubelle, par ce qu'on peut appeler d'une façon générale l'usure. Usure plus ou moins rapide : du ciseau dont la lame diminue à chaque affûtage, mais qui dure des années, à la ceinture de sécurité des voitures qui « s'use » (se distend définitivement) à la première sollicitation (lors d'un freinage violent).

## Chez l'humain
On a longtemps pensé que seuls les humains (les espèces du genre Homo) étaient capables de fabriquer des outils sophistiqués, de les conserver entre deux usages et de les faire évoluer dans le temps. On parle parfois d'Homo faber pour souligner cette caractéristique essentielle de l'homme. Toutefois la découverte, en 2015, des plus anciens outils jamais découverts et datés de 3,3 millions d'années,, soit 500 000 ans avant l'arrivée supposée du genre Homo qui semble être apparu au Pliocène, il y a environ 2,8 millions d'années,,, remet largement en question cette théorie. De même, des outils oldowayens sont découverts en 2023 à Nyayanga (Kenya) dans des dépôts comportant aussi des os d'hippopotame et deux fragments de molaire de paranthropes, datés d'environ 2,8 Ma (entre 3,032 et 2,595 Ma),.
Les outils pouvant être utilisés comme armes sont certainement parmi les premiers que l'Homme ait fabriqués. Outre leur importance intrinsèque pour la survie et la protection de l'espèce, ces outils ont la particularité de pouvoir être utilisés en marchant ou en courant, face à un ennemi ou à la poursuite d'une proie, donc debout, alors que les autres outils primitifs ne pouvaient être utilisés qu'en position assise ou du moins statique. Ainsi, la station debout, la spécialisation des membres, et le développement de la main de l'Homme, sont peut-être liés à l'aptitude à la violence de ses ancêtres (ceci est une hypothèse discutée, voir par exemple la théorie de l'origine côtière de l'homme, qui constitue une autre hypothèse).
Depuis qu'ils vivent, en groupe, puis en société, les humains se sont partagé les tâches et donc spécialisés en fonction souvent de leurs aptitudes, naturelles ou acquises, ou des besoins du moment. Cette organisation a permis à l'humanité de conserver, de transmettre, et donc de faire évoluer les techniques de fabrication des outils. Le développement de l'outil est une marque de la sédentarisation des peuples : le nomadisme impose en effet une restriction en volume, en poids et en quantité d'objets à transporter. Il est donc vraisemblable d'imaginer que le passage de chasseur-cueilleur à celui de l'agriculteur ou éleveur se soit produit dans la même période. On peut effectivement penser que l'agriculture a nécessité des outils facilement volumineux, en même temps que la sédentarité, rendant leur conservation et réutilisation possible, « rentabilisait » leur fabrication et leur développement.

### Énergie non animale
Alors que les premiers outils créés nécessitent une manipulation humaine, intervient ensuite l'énergie animale, puis des outils fonctionnant avec une énergie non animale : sans doute le moulin, à eau ou à vent.
Pour Jacques Grinevald, la révolution carnotienne qui entraîne le basculement dans une société thermo-industrielle avec l’utilisation massive de l’énergie fossile (charbon puis pétrole) constitue un tournant décisif. Désormais la « puissance du feu » permet l'avènement d'une machine nouvelle, construite autour d'un moteur et qui constitue une bifurcation dans l'histoire de l'outil, en permettant de s'affranchir de la force motrice de l'homme, de l'animal, des éléments naturels, et de leurs limites et caractère aléatoire.

### Intellect

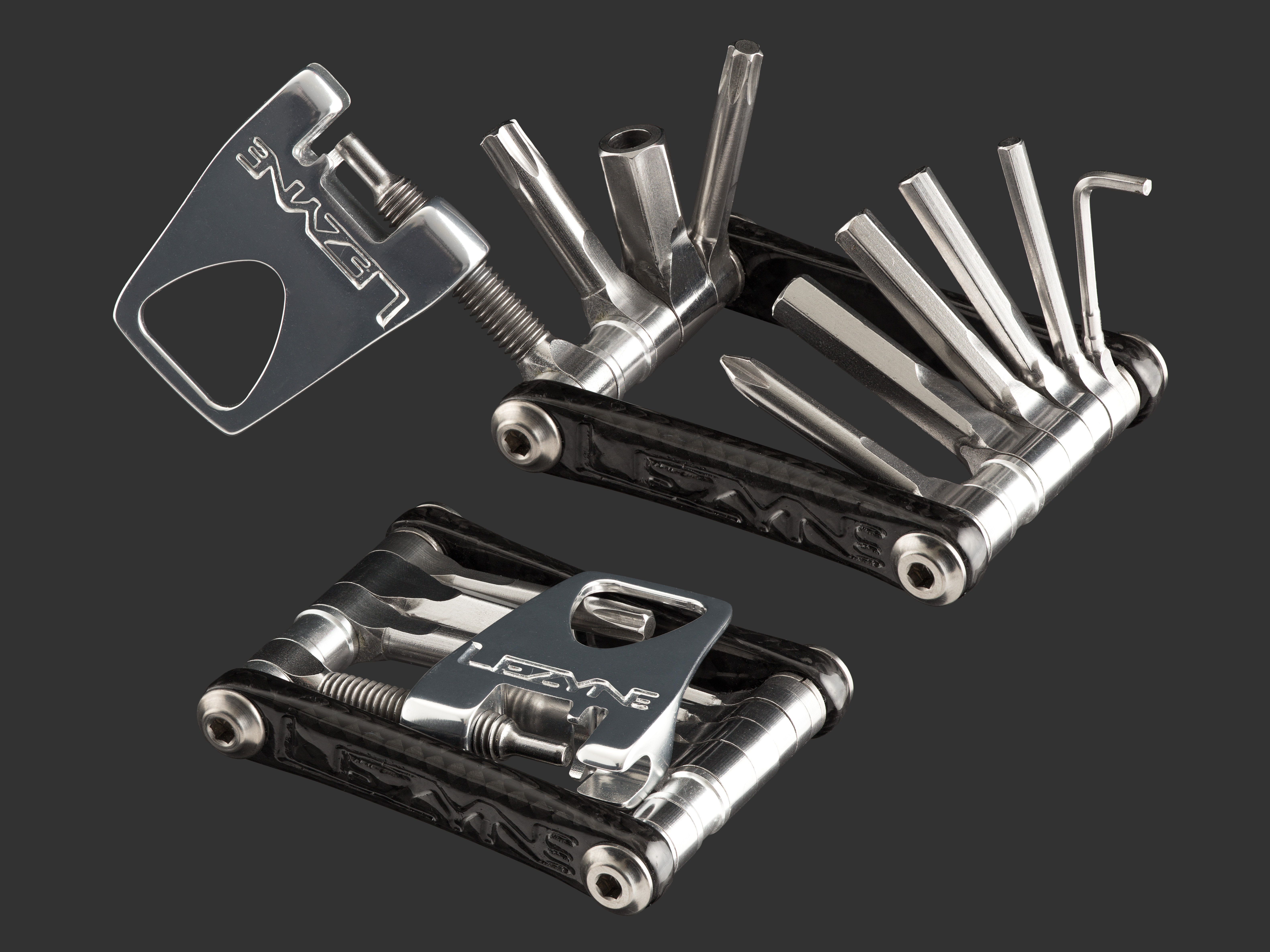
Un système multi-outils.

L'outil est un moyen qui permet à son utilisateur un rapprochement avec son désir. L'homme est ainsi passé des outils prolongements de ses mouvements (la massue, l'arc, le laser, etc.), à des outils automatisés pouvant fonctionner sans sa présence (les robots, les machines-outils, l'électronique) prolongeant ainsi sa volonté.
Dans la mesure où le plaisir provoque un apaisement en nous, l'accomplissement de celui-ci est supposé être facilité par l'outil. Cette idée se base cependant sur la croyance que la réalisation de tous ses désirs est souhaitable: ainsi l'Outil Suprême serait celui qui à l'extrême « ferait ce que l'on voudrait en y pensant », tandis que l'histoire a montré que l'usage détermine le bienfait d'un outil, plus que l'outil en lui-même: armement, médication, etc. Cette volonté d'accomplissement des désirs par l'outil reste toutefois un principe qui a fait la force de l'Homo sapiens, et sans doute de ses ancêtres.

### Lieux culturels consacrés à l'outil
- La Maison de l'Outil et de la Pensée Ouvrière à Troyes, France, 10000 outils
- Musée de l'outil de La Celle-Guenand, France, 6500 outils
- Musée de l'outil (Bièvres), France, 2000 outils

## Chez les animaux

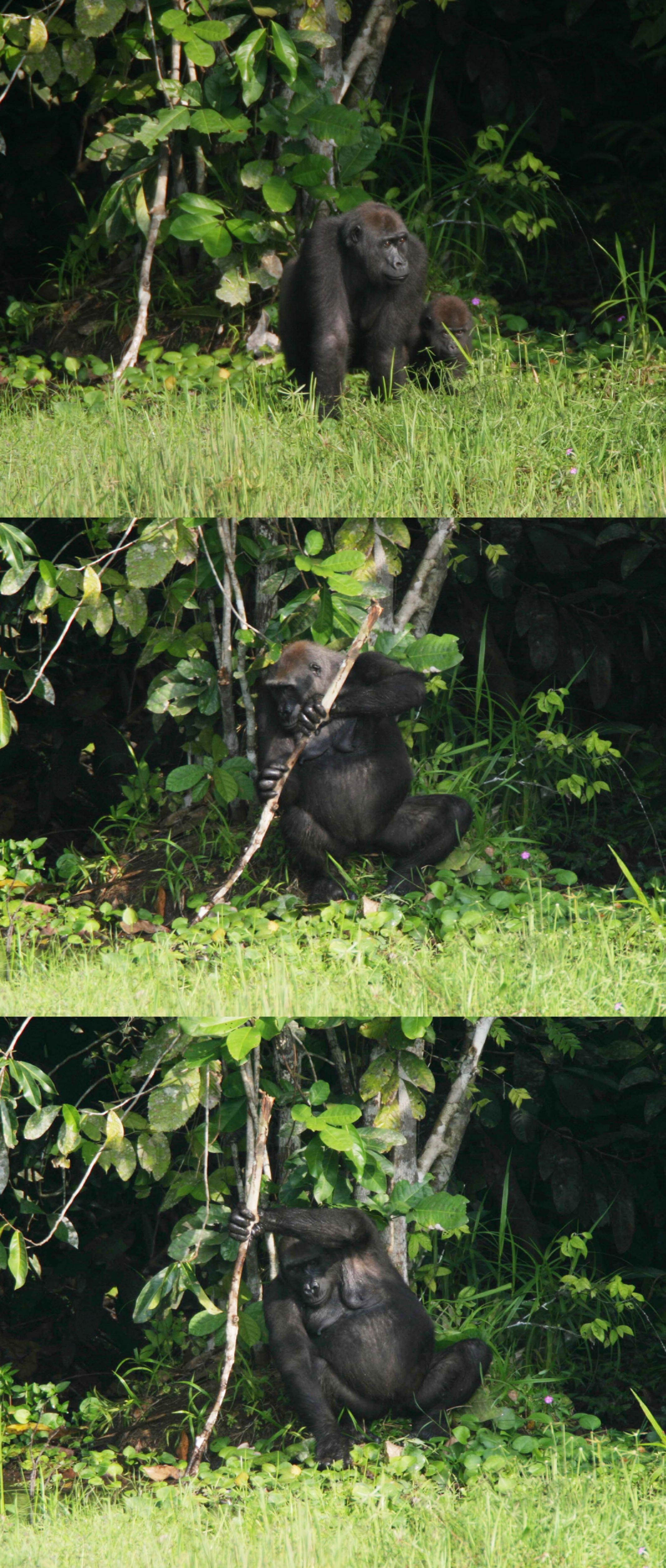
Une femelle gorille utilisant un bâton pour se stabiliser dans une zone marécageuse et ainsi ramasser de sa main libre des herbes aquatiques (2005).

Beaucoup d'anthropologues considèrent que l'usage d'outils, facilité par la bipédie, a joué un rôle déterminant dans le développement de la lignée humaine. Toutefois l'observation montre que différentes espèces d'animaux (principalement de l'ordre des primates dont font partie les humains, mais aussi des oiseaux, les loutres de mer et ainsi que quelques insectes comme la fourmi tisserande Oecophylla smaragdina) en utilisent.
Ainsi, on a pu observer des singes utiliser :
- des bâtons pour attraper des fruits, des insectes ou mesurer la profondeur d'une mare pour savoir s'ils peuvent la franchir ;
- des cailloux pour casser des noix ou des coquillages.

Il ne s'agit là que d'outils rudimentaires, circonstanciels et non pérennes, mais :
- l'habitation de nombreuses espèces animales est une construction finalisée, parfois pérenne comme le nid de certains oiseaux (qui retrouvent leur nid d'une année sur l'autre) ;
- les barrages des castors sont pérennes, et surtout entretenus ;
- les cacatoès, pour profiter d'un fruit local, sont capables d'utiliser successivement un bâton court et pointu pour percer une membrane puis une paille souple, glissée à travers une grille, pour avoir accès à la graine. Ils transportent les deux outils ensemble, ce qui montre que la séquence des opérations et l'usage de chaque outil sont planifiés. Ils le font sans aide et sans mimétisme, chaque oiseau appliquant une méthode légèrement différente de celle des autres[9],[10].